# Баварска правда
Баварската правда (на латински: Lex Baiuvariorum; lex Bajuwariorum, Lex Baiuwariorum, Lex Bajuvariorum, Lex Baivariorum) e сбирка от първите въведени писани закони в племенното Херцогство Бавария, създадени през 6 – 8 век.
Създадени са от херцог Гарибалд II († 650 г.) със съдействието на франкския крал Дагоберт I. Херцог Одило († 748) дава нареждане на игумен Еберсвинд от новооснования от него манастир Нидералтайх да преработи всичките закони на баварското племе (741/743). Lex Baiuvariorum е бил в сила до 1180 г. Lex Baiuvariorum съдържа 23 титли с правни правила, често разделени на съсловия.
Най-старият препис на Lex Baiuvariorum от ок. 800 г., така нереченият „Ingolstädter Handschrift“, се пази в Университетската библиотека (Cod. 8° 132) на Лудвиг Максимилиан университет в Мюнхен.